# Gelanor hoga
Espèce
Gelanor hoga est une espèce d'araignées aranéomorphes de la famille des Mimetidae.

## Distribution
Cette espèce est endémique d'Amazonas en Brésil,.

## Description
Le mâle holotype mesure 4,90 mm et la femelle paratype 4,60 mm.

## Publication originale
- Rodrigues, Buckup & Brescovit, 2016 : New species, new records, and a key to the Brazilian species of Gelanor (Araneae: Mimetidae). Zoologia (Curitiba), vol. 33, no 4, p. e20160034 1-14. (texte intégral).